# HateFree Culture
HateFree Culture (Kultura bez nenávisti) je projekt Agentury pro sociální začleňování při Úřadu vlády České republiky. Vznikl v listopadu 2014 jako součást programu Kampaň proti rasismu a násilí z nenávisti. Reaguje na nárůst negativních postojů proti skupinám obyvatel z důvodu jejich etnicity, sexuální orientace, náboženství, subkultury, handicapu nebo jiných odlišností. Od roku 2015 se zaměřuje také na evropskou migrační krizi. Snaží se ukázat lidem, že mohou žít bez nenávisti. Dále iniciativa chce vytvořit prostor pro vyvracení fám a prostor pro diskusi.
Projekt je někdy označován za kontroverzní. Dne 6. února 2017 se v médiích objevila informace o zvažovaném neprodloužení projektu, formální rozhodnutí ale nepadlo. Dle tehdejšího ministra pro lidská práva a legislativu Jana Chvojky se jednalo o projekt, který byl kvůli grantům od počátku časově omezený a podle plánu měl být oficiálně ukončen v dubnu 2017, fungovat však měl až do konce téhož roku.

## Projekty
V první fázi na podzim 2014 na iniciativu upozorňovaly spoty v televizích a rádiu se sloganem „Nenávist ti nesluší!“.
Hlavními komunikačními nástroji jsou facebooková stránka HateFree Culture a web, kde se například nachází nástroj pro vyvracení nejčastějších hoaxů, mýtů a nenávistných stereotypů – Hejtomat. Dále iniciativa chce především pro mladé lidi přinášet ověřené informace v atraktivní a srozumitelné podobě.
Do kampaně „Jsme v tom společně“ se zapojily přibližně čtyři desítky známých osobností z různých oborů a zástupci různých skupin, které mohou čelit nenávisti. Portréty těchto osob doplňovaly nenávistné komentáře, které jim přišly e-mailem či je uživatelé napsali na diskusních fórech či Facebooku. Této aktivity se zúčastnili například Tonya Graves, Berenika Kohoutová, Sandra Nováková, Lukáš Hejlík, Jakub Žáček, Martin Malý a Martin Rota, Dominika Myslivcová či muslimové, Vietnamci, Romové, senioři, lidé s menšinovou sexuální orientací, lidé s onemocněním HIV/AIDS či bývalí uživatelé drog.
V říjnu 2015 realizátoři projektu uspořádali experiment, při němž do Kolína a okolních obcí dorazila rodina údajných syrských uprchlíků s malým dítětem. Reakce místních obyvatel se natáčely na skrytou kameru. Lidé navzdory negativním diskusím na internetu reagovali empaticky a solidárně.
S odvoláním na agenturu fungují také tzv. HateFree Zóny. Jedná se o místa, která chtějí dát svým návštěvníkům najevo, že se lidé u nich nemusí bát nenávistných a násilných útoků.

## Financování
Jedná se o tříletý projekt, který začal fungovat v listopadu 2014. Celkový rozpočet na tyto 3 roky činí přes 7,5 milionu korun, konkrétně 7 630 076 Kč. Fungování a aktivity iniciativy jsou financovány z cca 80 % z Norských fondů a 20 % ze státního rozpočtu České republiky. Dále kampaň využívá prostředky programu na publicitu, které se pohybují v hodnotě téměř 10 milionů korun (9 880 000 Kč). Hlavním mediálním partnerem se stala Česká televize.

## Kritika

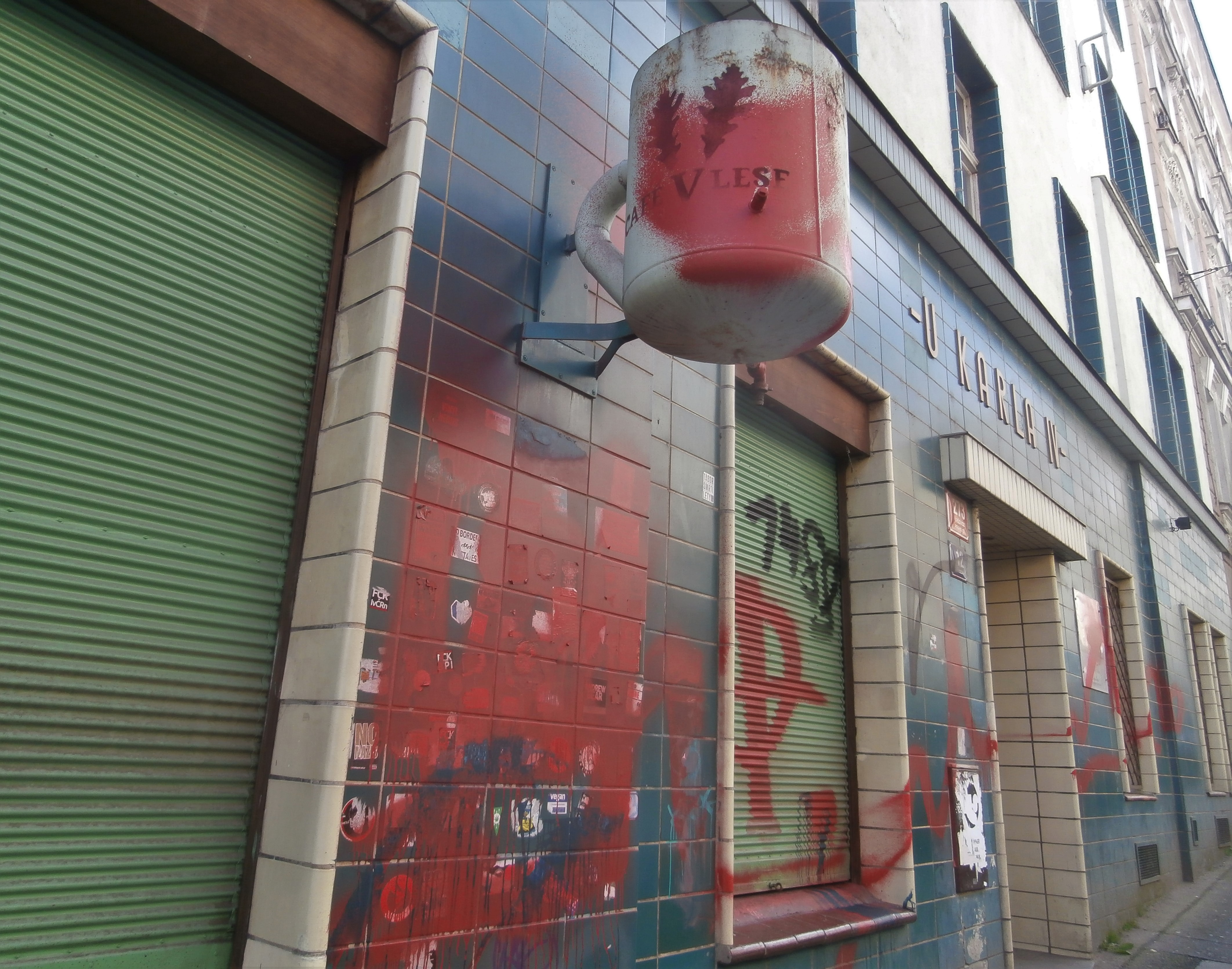
Kavárna V lese v Krymské ulici v Praze po vandalském útoku

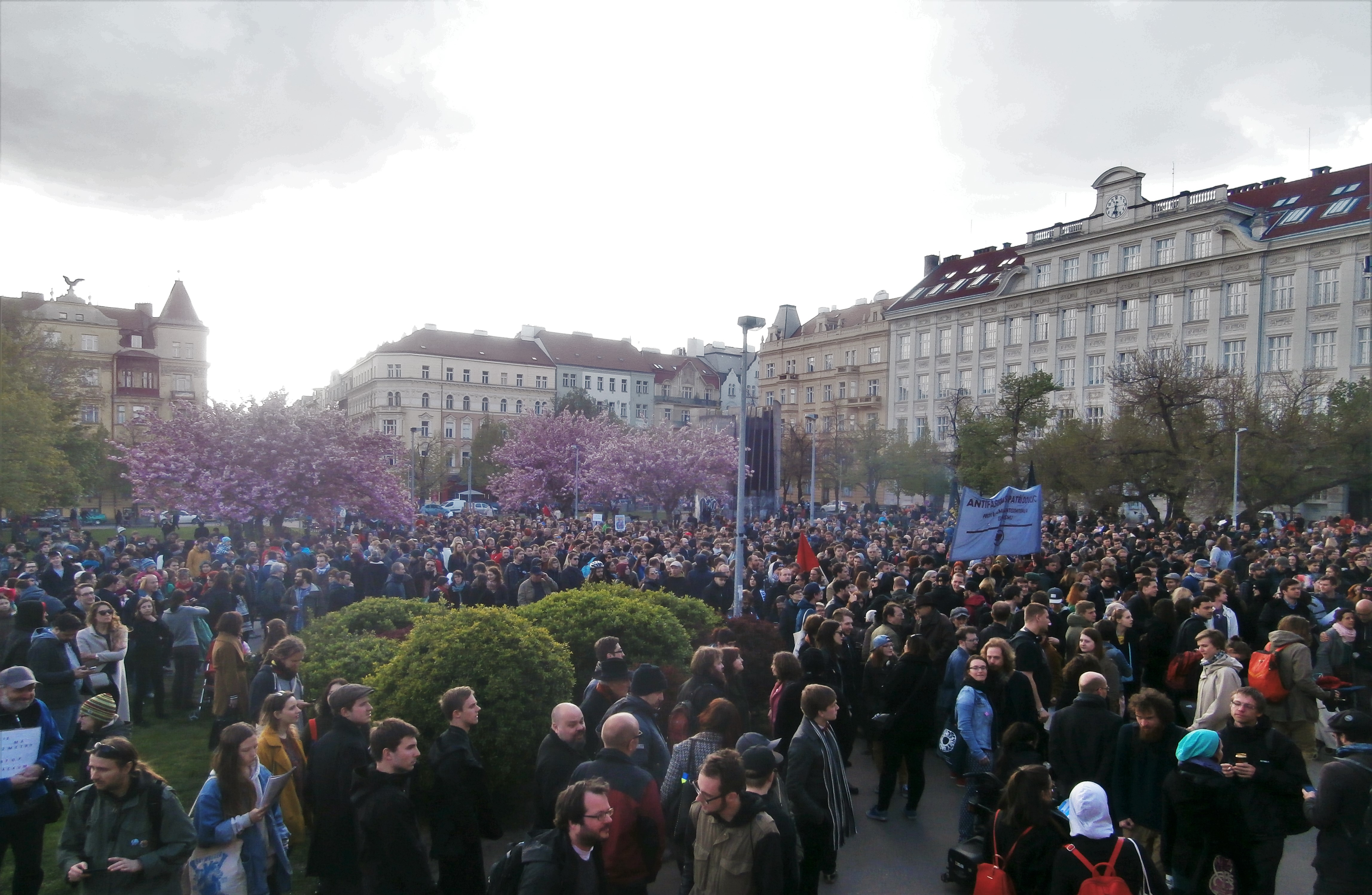
Demonstrace na podporu HateFree Culture na náměstí Jiřího z Poděbrad, 25. 4. 2016

Iniciativa se od počátku stala terčem kritiky. Často proti ní vystupuje například iniciativa Islám v České republice nechceme. Na Facebooku vznikla stránka Anti Hate Free. Kritika se zaměřuje také na financování iniciativy ze státního rozpočtu. Další kritici poukazují na to, že nejvíc oslovuje lidi, kteří na menšiny nemají negativně vyhraněný názor.
Podle některých kritiků agentura zlehčuje a banalizuje nebezpečí související se šířením islámu v Evropě a přílivem imigrantů během evropské migrační krize.[zdroj⁠?!] Na sociálních sítích se terčem kritiky stal výrok HateFree ve znění „Holocaust způsobili nacisté (ne nacismus jako takový). Teroristické útoky konají islámští radikálové (ne islám jako takový).” Jím se dle odpůrců iniciativa dopustila schvalování nacistické ideologie. Agentura k tomu uvedla: „To, že je nacismus pohodová idelogie, se nikde v dané diskusi neříká. Říká se jen, že vraždí konkrétní lidé nebo skupiny lidí. Nacismus, jak z historie víme, neškodný není. Dané činy dělají konkrétní lidé.“
Během let 2015 a 2016 došlo k několika vandalským útokům na místa spolupracující s agenturou. V noci ze dne 23. na 24. dubna 2016 došlo k vandalským útokům na několik kaváren a dalších institucí zapojených do projektu „HateFree Zone“. Dne 25. dubna se následně uskutečnilo „Solidární shromáždění: Praha se nebojí“, na němž se sešlo asi 1 200 příznivců iniciativy, kteří útoky odsoudili. Svolavatelem byl Jan Májíček, o němž iniciativa Islám v České republice nechceme na svém webu prohlásila, že jde o „antisemitu“ schvalujícího v minulosti akce Hizballáhu proti Izraeli a někdejšího mluvčího iniciativy Ne základnám. Někteří aktivisté a politici včetně pražské primátorky Krnáčové nebo teplického radního Dominika Feriho přijeli hanobící symboly na jednom z míst demonstrativně smýt. V polovině září pak pražská policie oznámila, že zadržela pět osob ve věku 19–22 let jako pachatele těchto útoků včetně projevů sympatií k neonacistickým hnutím. Vyšetřování odhalilo i jejich další vandalismus.